# Giampietro Rosato
Giampietro Rosato (Padua, 1970) is een Italiaans organist, klavecimbel- en pianofortespeler

## Levensloop
Rosato volbracht zijn vroege muzikale studies aan het Conservatorium Cesare Pollini in Padua en leerde er pianoforte bij Romano Dall'Alba Zancan en orgel en orgelcompositie bij Renzo Buja.
Om zich te volmaken in de uitvoering van oude muziek, zowel op orgel als op klavecimbel en pianoforte, volgde hij lessen bij Michael Radulescu, Andreas Staier, Gustav Leonhardt, Luigi Ferdinando Tagliavini, Jean-Claude Zehnder en Eckart Sellheim.
In 1993 behaalde hij een diploma klavecimbel en in 1996 bekwaamde hij zich verder in de specialisatie 'historisch orgel' bij Andrea Marcon en op klavecimbel bij Helga Kirwald, aan de Muziekhogeschool in Trossingen.
Hij doceerde klavecimbel, basso continuo en kamermuziek aan de Muziekhogeschool van Trossingen en orgel en orgelcompositie aan het Conservatorium van Udine.
Hij concerteerde tijdens talrijke festivals en in vele concertzalen. Te vermelden zijn: het internationaal klavecimbelfestival van Milaan, de Historischer Sommersaal in het Bachmuseum van Leipzig, het Händel-Haus in Halle, het Teatro Nuovo in Verona, het festival Settembre Barocco in Padua, het Festival Antegnati in Brescia, het Internationaal orgelfestival in Treviso, het Teatro Bibiena in Mantova.
Vanaf 1997 werkte hij regelmatig samen met het barokensemble I Sonatori de la Gioiosa Marca.

## Wedstrijden
Rosato nam aan talrijke wedstrijden deel, zowel nationaal als internationaal, zowel op orgel als op pianoforte en klavecimbel, onder meer:
- Noale, 1987
- Osimo, 1987
- Lucinico, 1988
- Stresa, 1988
- Klavecimbelconcours Bologna, 1993, Tweede prijs
- Internationaal klavecimbelconcours Praagse Lente in Praag, 1994, Eervolle vermelding
- Internationaal orgelconcours in het kader van het Festival Musica Antiqua in Brugge, Eervolle vermelding
- Internationaal klavecimbelconcours in het kader van het Festival Musica Antiqua in Brugge, Vierde prijs en publieksprijs
- Internationaal Johan Sebastian Bachconcours in Leipzig, 1996, Eerste prijs
- Internationaal klavecimbelconcours in Hamburg, 1997, Laureaat

## Discografie
Rosato heeft talrijke platenopnamen en radio-opnamen gemaakt, onder meer:
- Barocche Passioni, sonates van Domenico Scarlatti
- Goldbergvariaties van Johann Sebastian Bach
- Prelude en Fuga in fa mineur van Johann Gottlieb Goldberg

## Publicaties
- Sonate voor viool en orgel van Oreste Ravanello (1871-1931)
- Zes Concerto's voor klavecimbel en orkest van Baldassare Galuppi